# Angela Bundalovic
Angela Bundalovic (28 luglio 1995) è un'attrice danese.
Soprattutto è nota per aver interpretato il ruolo di Beatrice in  The Rain (2018), Nadja in Limboland (2020) e quello da protagonista di Miu in Copenhagen Cowboy (2022).

## Carriera
Angela Bundalovic studiò danza e coreografia a Den Danske Scenekunstskole.
Debuttò al cinema nel 2005 interpretando la figlia del giudice nel film Dark Horse, presentato nella sezione Un Certain Regard del Festival di Cannes. Nel 2006 fu invece la figlia di sette anni di Sidsel nel cortometraggio Blood Sisters. Nel 2018 ricoprì il ruolo di Beatrice nella prima stagione della serie Netflix The Rain e nel 2020 quello di Nadja in Limboland. Nel 2023 venne scelta da Nicolas Winding Refn per la parte della protagonista Miu nella miniserie Netflix Copenhagen Cowboy.
Nella stagione 2018/2019 Bundalovic prese parte ai balletti Uranus di Frédéric Geis e Shadows of Tomorrow di Ingri Fiksdal.

## Filmografia

### Cinema
- Dark Horse, regia di Dagur Kári (2005)
- Blood Sisters, regia di Louis Friedberg (2006)
- København findes ikke, regia di Martin Skovbjerg Jensen (2023)

### Televisione
- The Rain, 7 episodi (2018)
- Limboland, 8 episodi (2020)
- Copenhagen Cowboy, 6 episodi (2023)

### Videoclip
- Blinker - FRAADS (2019)
- Amelia - Dizzy Mizz Lizzy (2021)